# Дамянов, Георгий
Георгий Пырванов Дамянов (болг. Георги Първанов Дамянов, в период эмиграции в СССР и работы в Коминтерне пользовался псевдонимом Георгий Белов; 23 сентября 1892, с. Лопушна Монтанской области — 27 ноября 1958, София) — болгарский коммунистический, государственный и военный деятель. Герой Социалистического Труда Народной Республики Болгарии (1957). Генерал-лейтенант (5.09.1947) Болгарии и полковник (1944) Красной Армии.

## Биография
Родился в бедной крестьянской семье. Окончил Врачанскую гимназию в 1911 году, ещё в период учёбу стал членом марксистского кружка. В 1912 году вступил в БРСДП. После окончания учёбы работал учителем в селе Ковачица, телеграфистом на почтовой станции в городе Фердинанд. Владел французским и немецким языками.
После вступления Болгарии в Первую мировую войну призван в Болгарскую армию в 1915 году, окончил школу офицеров запаса в том же году. Участник Первой мировой войны, командир взвода и командир роты 35-го Врачанского пехотного полка, воевал против Сербии в 1915 году и против Румынии в Добрудже в 1916 году. В 1916 году был тяжело ранен. После госпиталя служил в телеграфной дружины в Софии. Вёл активную антивоенную агитацию. Демобилизован в октябре 1918 года в звании поручика.
После войны жил в родном селе, был избран кметом (старостой) села. Продолжал коммунистическую деятельность, стал секретарём райкома БРСДП тесных социалистов в родном селе, председатель коммуны в Лопушне. Активный деятель Сентябрьского восстания 1923 года, командовал местной дружины восставших и был председателем Врачанского ревкома. Во главе отряда сражался в Фердинанде и его окрестностях, но затем под атаками правительственных войск отряд отступил за границу. За участие в восстании был дважды заочно приговорён болгарскими властями к смертной казни. Проживал в качестве политэмигранта в Королевстве сербов, хорватов и словенцев и в Австрии, продолжал партийную работу по заданию Центрального комитета БКП нелегально жил и работал в Болгарии с мая 1924 по январь 1925 года, выполняя задание по восстановлению партийных организаций.
В октябре 1925 года по решению партии эмигрировал в Советский Союз, где вступил в Красную Армию и был направлен учиться в академию. С сентября 1926 по июнь 1929 года — слушатель основного факультета Военной академии РККА имени М. В. Фрунзе. После окончания академии стажировался в должности командира роты в 151-м стрелковом полку 51-й Перекопской стрелковой дивизии Украинского военного округа (Одесса). С января по октябрь 1930 года — начальник штаба 239-го стрелкового полка в Славянске. В октябре 1930 — июле 1931 года учился на Военно-химических академических курсах в Москве. С июля 1931 года служил в Военной академии РККА им. М. В. Фрунзе: преподаватель, затем старший руководитель кафедры химической защиты. В ноябре 1934 года направлен в распоряжение Разведывательного управления Штаба РККА, где служил в дальнейшем. С апреля 1935 года вновь нелегально работал в Болгарии по линии военной разведки. С 1936 по 1937 год участвовал в гражданской войне в Испании, будучи заместителем командира 12-й интернациональной бригады, 45-й интернациональной дивизии, начальником и инструктором базы формирования интернациональных бригад в Альбасете. В феврале 1936 года был избран членом Политбюро ЦК БКП. С 1937 года работал в Коминтерне, был преподавателем Международной Ленинской школе Коминтерна, заместителем заведующего и с 1942 года заведующим отделом кадров Исполкома Коминтерна (до его роспуска в 1943 году).
Во время Великой Отечественной войны в 1941 году участвовал в создании Отдельной мотострелковой бригады особого назначения (ОМСБОН) НКВД СССР, где формировал подразделения из числа болгар-эмигрантов. Занимался также подбором людей для работы в разведывательных органах за границей. Член Заграничного бюро ЦК БКП.
После победы Сентябрьского восстания 1944 года вернулся в Болгарию, где в ноябре 1944 года возглавил военный отдел ЦК Болгарской рабочей партии (коммунистов). В первые 15 лет после прихода коммунистов к власти в Болгарии был одним ведущих деятелей в руководства коммунистической партии и страны. С ноября 1946 до мая 1950 года — министр народной обороны Народной республики Болгария. С мая 1950 до своей кончины в ноябре 1958 года — председатель Президиума Народного Собрания НРБ. Депутат всех составов Народного собрания Болгарии до своей кончины.
Похоронен на Центральном кладбище Софии.

## Награды
- Герой Социалистического Труда (НРБ) (1957)
- Орден «Георгий Димитров» (1952, 1957)
- Орден «9 сентября 1944 года» 1-й степени
- Медали Болгарии
- Орден Ленина (22.09.1957)
- Медаль «За победу над Германией в Великой Отечественной войне 1941—1945 гг.» (1946)
- Другие медали СССР